# Manuel Schmidl
Manuel Schmidl (* 1. November 1988) ist ein österreichischer Fußballspieler.

## Leben und Karriere
Schmidl begann seine Karriere 1995 im Nachwuchsbereich des SV Gmunden und wechselte 2002 in die Jugend der SV Ried. 2007 schaffte er den Sprung der ersten Mannschaft mit Spielbetrieb in der österreichischen Bundesliga. Davor war er bereits als torgefährliche Offensivkraft bei den Amateuren in Erscheinung getreten. Sein Debüt gab Schmidl am 20. Spieltag der Saison 2007/08 beim Spiel zwischen Ried und der SV Mattersburg, welches 1:1 endete. Der junge Stürmer wurde in der 90. Minute für den Albaner Hamdi Salihi eingewechselt. Vier weitere Spiele folgten in dieser Saison. In der Saison 2008/09 kam Schmidl zu keinem Einsatz und musste sich mit Spielen bei den Amateuren der Oberösterreicher zufriedengeben. Mit den Amateuren wurde er am Saisonende überlegen Meister der sechstklassigen Bezirksliga West und schaffte den Aufstieg in die fünftklassige Landesliga West. Mit 23 Toren, die er bei 22 Einsätzen erzielt hatte und damit Torschützenkönig wurde, hatte Schmidl einen großen Anteil am Erfolge des Amateurteams in dieser Saison. Mit der Mannschaft schaffte er danach in der Saison 2008/09 den direkten Aufstieg in die viertklassige OÖ Liga und wurde mit 22 Treffern, die ihm bei 23 Meisterschaftseinsätzen gelange, Dritter der Torschützenliste.
In der Saison 2009/10 spielte der Stürmer beim Aufsteiger Union St. Florian in der drittklassigen Regionalliga Mitte. Anschließend wechselte er zum SV Gmunden, wo er bis zur Saison 2016/17 spielte. In seiner Zeit in Gmunden agierte er als einer der torgefährlichsten Spieler in der oberösterreichischen Landesliga, schaffte es jedoch in dieser Zeit nie den Titel als Torschützenkönig zu gewinnen. Dies änderte sich, als Schmidl für eine Saison beim FC Wels verpflichtet wurde und er am Ende der Saison 2016/17 mit 26 Toren aus 29 Einsätzen zum wiederholten Male in seiner Karriere Torschützenkönig wurde.
Zur Saison 2017/18 wechselt er innerhalb der Liga zum ASKÖ Oedt und wurde mit der Mannschaft umgehend Meister. Der ASKÖ Oedt blieb allerdings in der OÖ Liga und wurde in der Saison 2018/19 ein weiteres Mal Meister, trat den Gang in die drittklassige Regionalliga Mitte abermals nicht an. Auch in den nachfolgenden Spielzeiten trat Schmidl für den ASKÖ Oedt in Erscheinung und konnte 2022/23 den dritten Landesligameistertitel seit seiner Vereinszugehörigkeit feiern. Abermals verzichtete der Verein auf eine Teilnahme an der Regionalliga in der darauffolgenden Saison. In der Saison 2023/24 wurde er mit der Mannschaft sogar Double-Sieger (Landesmeistertitel und Sieg im oberösterreichischen Landespokal), woraufhin der Klub nach dreimaligem Verzicht ab 2024/25 erstmals in der Regionalliga in Erscheinung trat. Schmidl, der zum Ende der Spielzeit 2023/24 vermehrt in der zweiten Mannschaft der Oedter zum Einsatz gekommen war, ging diesen Weg jedoch nicht mit und wechselte im Sommer 2024 zum Landesligisten SV Bad Schallerbach und in der nachfolgenden Winterpause zum Ligakonkurrenten SV Gmunden.
Bereits ab Juli 2017 war Schmidl im Besitz der ÖFB-D-Trainerlizenz und absolvierte während seiner Zeit beim ASKÖ Oedt weitere Trainerausbildung, sodass er im Mai 2019 zur UEFA-C- und im Mai 2020 zur UEFA-B-Lizenz gelang. Von Herbst 2019 bis Juni 2020 trat er auch im Nachwuchsbereich des ASKÖ Oedt als Co-Trainer in Erscheinung.

## Privates
Sein jüngerer Bruder Tommy (* 1993) tritt ebenfalls als Fußballspieler in Erscheinung, kam ebenfalls über den SV Gmunden und die SV Ried in den Herrenfußball. An der Seite seines Bruders spielte er bis 2016 beim SV Gmunden und wechselte dann mit ihm zusammen für die Saison 2016/17 zum FC Wels. Danach trennten sich die weiteren Karrierestationen der beiden Brüder wieder. Ab Sommer 2024 spielten die beiden Schmidl-Brüder wieder zusammen – zuerst beim SV Bad Schallerbach und danach beim SV Gmunden.